# Pinacoteca civica di Caravaggio
La pinacoteca civica di Caravaggio, in Lombardia, è costituita dalla quadreria di proprietà della città, e consiste di un'esposizione permanente ospitata all'interno del Palazzo Gallavresi, attuale sede dell'amministrazione comunale.
Le opere presenti includono dipinti di Nicola Moietta e Cristoforo Ferrari de' Giuchis, risalenti al XVI secolo; di altri autori del XVII e del XVIII secolo; e di Luigi Cavenaghi e Giovanni Moriggia, del XIX secolo.
Oltre ai numerosi dipinti, il palazzo ospita anche un busto di Enrico Pancera raffigurante Emilio Gallavresi, deputato caravaggino per il Partito Socialista Italiano nella seconda metà del XIX secolo.

## Opere
Lista parziale delle opere:
- Nicola Moietta, Madonna in trono col Bambino e san Giovannino (1500-1550?), olio su tavola, 205×145 cm
- Giulio Cesare Procaccini e aiuti, Apparizione di Cristo ai santi Rocco e Carlo (1624-25), olio su tela, 320×180 cm[2]
- Andrea Lanzani, Il sacrificio di Isacco, olio su tela, 237×147 cm[2]
- Stefano Maria Legnani, Madonna del Rosario con san Domenico e santa Rosa (1700-1705?), olio su tela, 142×126 cm
- Giovanni Moriggia, Ritratto di Giulia Fusi Manusardi, olio su tela, 52×42 cm

## Mostre
Nel 2010 ha ospitato una mostra sull'artista Caravaggio.